# Kachabia
La kachabia ou qashabiya (berbère : ⵜⴰⵇⴻⵛⵛⴰⴱⵉⵜ, arabe : قشابية (qašābiyyah)) est un vêtement hivernal originaire d'Algérie.
Elle comporte une capuche et se différencie du burnous par la présence de manches et d’une fermeture. Plus épaisse et plus large que la djellaba, elle est conçue en laine de chameau. Elle permet à son porteur de braver le vent et les précipitations de l’hiver.
Elle occupe également une place importante dans la mémoire collective algérienne, car elle représente avec le burnous, le vêtement des combattants de l'ALN durant la guerre de libération nationale. Avec le burnous, la kachabia est une tenue emblématique des Algériens.

## Étymologie
Selon Georges Séraphin Colin, le terme qeššabiya employé en Algérie centrale et orientale, est la déformation du latin gausapa, terme qui se serait conservé sous la forme gosaba dans l'Adrar, où il désigne la chemise.
Les dictionnaires arabes [Quoi ?] recensent plusieurs définitions et étymologies pour le terme kachabia, toutes s’accordent pour désigner un vêtement, mais divergent dans ses caractéristiques.[réf. nécessaire]

## Origine et fabrication
Selon l'historien Mouloud Gaïd, la kachabia est un habit typiquement berbère.
De nombreuses régions d'Algérie sont célèbres pour leur confection d'habits traditionnels pour homme notamment la région des Hauts-Plateaux de l'Algérie, mais aussi la ville de Sétifet de Djelfa. La kachabia est encore fabriquée par les tailleurs à Sétif, notamment dans le quartier de la rue « At Tarazoun » (الطرازون). Cette industrie traditionnelle est toutefois menacée par manque de transmission aux plus jeunes.
Ces régions forment un continuum culturel dont l’activité ancestrale demeure le pastoralisme et l’élevage de chameaux. L’espace géographique de la kachabia correspond à celui des plateaux arides et secs de l’Atlas Saharien où l’hiver et les nuits sont rudes.
Parler de la kachabia, c’est soulever la question de la place du chameau dans la culture de l’Algérie. La laine de dromadaire, appelée al-Wabr (الوبر), occupe une place centrale dans l'artisanat algérien hérité des traditions pastorales du pays.
L'utilisation d'al-Wabr pour se prémunir du froid est ancienne et variée. On la retrouve dans la plupart des tenues masculines du Maghreb rural et particulièrement chez les Ouled Naïl où c'est un héritage culturel très présent. Des noms de villes et de lieux-dits tels ‘Ain Al-Ibl (Djelfa) ou ‘Ain Al-Nagah (Biskra) témoignent de l’importance du camélidé dans le paysage culturel des Ouled Naïl. Cette laine est récoltée par les nomades durant la tonte et sert à la fabrication des burnous, tentes, kachabia et autres vêtements. À ce poil s’ajoute parfois la laine de mouton (as-Sawf) dans le processus de fabrication de la kachabia,,.
Le savoir-faire et la confection de la kachabia sont principalement féminins. Aujourd’hui encore, c’est la femme bédouine qui est en charge de toutes les étapes de fabrication. Cela va du récurage de la laine (ashm) jusqu’au tissage (sadwah).
Un Salon national de la kachabia et du burnous est organisé en Algérie certaines années, notamment en 2024, où il s'est déroulé à Djelfa.